# Lacistema nena
Lacistema nena là một loài thực vật có hoa trong họ Lacistemataceae. Loài này được J.F. Macbr. mô tả khoa học đầu tiên năm 1934.